# Harald al III-lea al Danemarcei
Harald al III-lea Hen  (n. 1041 – d. 17 aprilie 1080) a fost regele Danemarcei din 1074 până în 1080. Harald al III-lea a fost fiul nelegitim al regelui Svend al II-lea al Danemarcei și a contestat coroana cu unii dintre frații săi. El a fost un conducător pașnic care a inițiat o serie de reforme. Harald a fost căsătorit cu verișoara sa, Margareta Hasbjörnsdatter, dar nu a avut nici un moștenitor și a fost urmat de fratele său, Knut al IV-lea al Danemarcei. Patru dintre frații săi vitregi au fost, la rândul lor, încoronati regi ai Danemarcei.
Harald a luat parte la raidul tatălui său în Anglia, în 1069, alături de unchiul său, Jarl Asbjørn și fratele său Knut.
După moartea tatălui său, Harald a fost ales rege în concurență cu fratele său mai mic, Knut, la Adunarea de la Isøre, aproape de Odsherred. În scopul de a fi ales, el a depus jurămintele numite legile lui Harald, declarând voința sa de a menține statul existent de drept. În timpul domniei sale, Harald a întâlnit o opoziție a fraților săi, probabil fiind inclus și Knut, care a apelat la sprijinul lui Olaf al III-lea al Norvegiei. Papa Grigore al VII-lea l-a avertizat pe Olaf să nu intervină și pe Harald să împartă puterea cu frații săi.
Harald a fost dependent de marii nobili din Danemarca pentru alegerea sa și a făcut prea puține pentru a li se opune. Ca urmare, el a luptat în războaie majore și a întrebuințat prea puține lucruri care stăteau la baza competenței sale. El este cel mai bine cunoscut pentru îmbunătățirea și standardizarea monedei daneze și a stabilit monedele la Ribe, Viborg, Lund, și Schleswig. El a instituit utilizarea publică a pădurilor roiale. Harald a încercat să schimbe obiceiurile legale daneze. Harald a deplâns vechile obiceiuri de încercare în luptă și a introdus un sistem folosit de englezi pentru a apela la oamenii onorabili să depună jurăminte în numele părților în procese. 
Harald a murit pe 17 aprilie 1080 și a fost îngropat la Catedrala Dalby din Scania. El a fost succedat ca rege de către fratele său, Knut al IV-lea al Danemarcei.